# Chiesa di Santa Lucia (Valeggio sul Mincio)
La chiesa di Santa Lucia è la parrocchiale a Santa Lucia ai Monti, frazione di Valeggio sul Mincio in provincia di Verona. Appartiene al vicariato di Villafranca-Valeggio della diocesi di Verona e risale al XVI secolo.

## Storia
Alla fine del XVI secolo, per volontà delle monache legate alla chiesa di Santa Lucia di Verona e delle famiglie nobili dei Marchi e dei Borola, sulla piccola altura di monte Cocolo fu edificata la chiesa con dedicazione a Santa Lucia.
Oltre due secoli più tardi, tra il 1856 e il 1883, l'edificio fu oggetto di importanti lavori di restauro sia di carattere conservativo sia di riparazione dei danni causati dagli scontri avvenuti nel territorio durante i moti risorgimentali. All'inizio del XX secolo la struttura venne leggermente ampliata e in tale occasione venne rifatto il soffitto della sala, fu sopraelevata la torre campanaria, vennero edificati battistero ed oratorio. Nelle adiacenze fu sistemato il cimitero della comunità. Fu elevata a dignità di chiesa parrocchiale nel 1926.
Gli ultimi interventi sono stati realizzati alla fine del secolo con lavori conservativi alle facciate e il rifacimento della pavimentazione della sala.

## Descrizione

### Esterno
L'orientamento del luogo di culto è verso est. La tipica facciata a capanna è neoclassica, con due coppie di paraste che reggono il grande frontone triangolare. Al portale di accesso, architravato ed incorniciato, si accede attraverso una breve scalinata con quattro gradini. La torre campanaria si alza in posizione arretrata sulla destra, accanto alla sagrestia. La cella campanaria si apre con quattro grandi finestre a monofora e la copertura apicale è a forma di piramide a base ottagonale posta su un tamburo pure ottagonale.

### Interno
La navata interna è unica con presbiterio leggermente rialzato. La sala è leggermente ampliata da due cappelle con altare. Sul coro si trova il catino absidale.
Le pavimentazioni sono diverse tra sala e presbiterio, piastrelle in marmo bicrome (marmo rosso di Verona e marmo biancone) nella sala e piastrelle in cemento nel presbiterio.